# Aneva
L'Àneva è un torrente dell'Appennino emiliano che scorre tra le province di Modena e di Bologna. 

## Percorso
Nasce dal Monte Terminale, nei pressi di Iola, frazione del comune di Montese, nel Modenese, e scorre in direzione nordorientale fino a raggiungere l'abitato di Vergato, dove confluisce nel torrente Vergatello, del quale è il principale tributario, dopo un percorso di 16,7 km.
L'Aneva ha un bacino idrografico di circa 19,9 km²: la sua portata è grama ma costante, a differenza del Vergatello che ha un regime più torrentizio. La sua valle confina con quella del Marano, le cui sorgenti sono presso quelle dell'Aneva, ed è stretta e ben scavata, tanto da offrire un ameno panorama naturale e selvaggio.